# José Bento Pessoa
José Bento Pessoa (Figueira da Foz, 7 de Março de 1874 — Figueira da Foz, 7 de Julho de 1954) foi um ciclista português, recordista mundial dos 500m, que em 1897, venceu o Campeonato de Espanha de Ciclismo em Estrada.

José também foi sócio fundador do Ginásio Clube Figueirense. O nome oficial do Estádio Municipal José Bento Pessoa, foi dado em sua homenagem.

## Carreira
Nascido na Figueira da Foz. De 1892 a 1905, com um interregno de 1902 a 1905 correu em Espanha, França (Paris) Bélgica (Gand), Suiça (Genebra), Itália (Turim) Alemanha (Berlim) e Brasil (Pará). Em Espanha disputou provas em Vigo, Corunha, Sevilha, Bilbau, Salamanca, Ávila e Madrid. Na capital de Espanha esteve continuamente oito meses e, em Paris, dois anos. Em Maio de 1897, na inauguração do velódromo de Chamartin, Madrid, ganhou a prova internacional e bateu o record mundial dos 500 metros, que pertencia a Edmond Jacquelin, baixando o tempo de 34,6 para 33,2 segundos.

Em Espanha, torna-se um ídolo, pois em 68 corridas, vence-as todas. A 10 de Abril de 1898, no Velódromo de Genebra, na Suíça, perante 20.000 pessoas, bate o invencível campeão suíço Théodore Champion. Venceria outras corridas em Paris, e em Berlim a 8 de Maio de 1898, talvez o ponto mais alto da sua carreira, o Grande Prémio Zimmerman, à época a prova velocipédica mais importante da Europa, em honra de Arthur Augustus Zimmerman, vencendo o campeão do mundo Willy Arend.(…) Conquistou grande número de medalhas e objectos de arte, e entre os prémios pecuniários que obteve conta-se o que ganhou no Pará – 10 contos fortes.

(…) Quando as notícias das vitórias chegavam à sua terra, o entusiasmo dos figueirenses expandia-se em manifestações ruidosas e festivas: saíam as filarmónicas, a fachada do Teatro Príncipe iluminava, havia marchas, au flambeaux – uma loucura. E quando o campeão vinha descansar – meia Figueira ia festejá-lo. Chegou a ir da estação do Caminho-de-ferro para casa aos ombros dos mais entusiastas. Isto aconteceu, por exemplo, quando, logo a seguir à derrota de José Bento, nas festas do S. João de 1901, ele regressou do Porto, onde vencera duas vezes José Dionísio no Velódromo Maria Amélia.
(…) Em 1 de Setembro de 1901, os clubes ciclistas do país prestaram uma homenagem ao grande campeão. Para lhe ser entregue uma mensagem e um brinde, organizou-se a estafeta ciclista Lisboa-Figueira.
José Bento Pessoa foi não só um campeão mundial, o maior ciclista de velocidade do seu tempo, mas também um treinador competente.

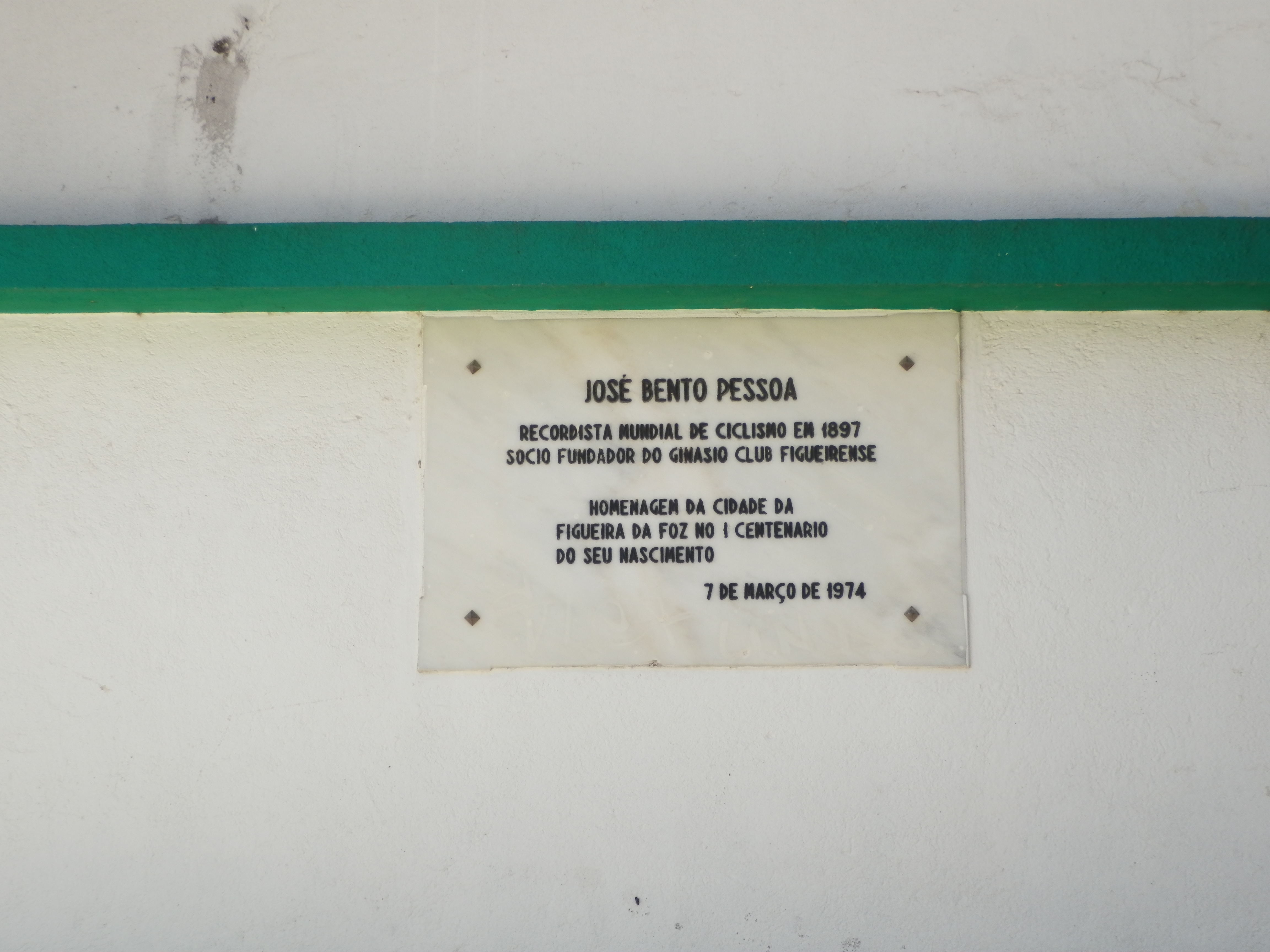
Placa de Homenagem da cidade da Figueira da Foz a José Bento Pessoa